# Хольцхаузен (Верхняя Австрия)
Хольцхаузен (нем. Holzhausen (Oberösterreich)) — коммуна (нем. Gemeinde) в Австрии, в федеральной земле Верхняя Австрия. 
Входит в состав округа Вельс.  Население составляет 662 человека (на 31 декабря 2005 года). Занимает площадь 8 км². Официальный код  —  41 809.

## Политическая ситуация
Бургомистр коммуны — Йозеф Цайнингер (АНП) по результатам выборов 2003 года.
Совет представителей коммуны (нем. Gemeinderat) состоит из 13 мест.
- АНП занимает 6 мест.
- СДПА занимает 6 мест.
- АПС занимает 1 место.